# Kamariotissa
Kamariotissa (griechisch Καμαριώτισσα [kamaˈrjɔtisa] (f. sg.)) ist die Hafenstadt der griechischen Insel Samothraki und liegt in westlicher Richtung in einer Bucht unweit vom Akrotiri Makrivrachos, einer schmalen Landzunge, die etwa 500 Meter ins Meer ragt. Hier wurde Mitte der 90er eine Windkraftanlage zur Erzeugung von Elektrizität errichtet, die heute von PPC Renewables S.A. einem Tochterunternehmen des staatlichen Energieversorgers DEI (ΔΕΗ) betrieben wird. Diese wurde jedoch vor wenigen Jahren demontiert und verkauft. Im Gespräch sind nun die Errichtung eines neuen Windparks auf der Südseite der Insel.

## Geschichte
Davor galt der Hafen bei Paleopoli, etwa 6 km nördlich, als wichtiger Hafen der Insel, der jedoch immer wieder Seeräubern und der Kraft der Natur zum Opfer fiel. Heute ist dort nur noch ein alter, auseinandergebrochener Steg übrig.
Kamariotissa zählte Ende des 19. Jahrhunderts nur wenige hundert Einwohner, meist waren es Fischer und Händler. Aufgrund der günstigen Lage legten hier am damaligen kleinen Hafen immer mehr Fischerboote an. In den folgenden Jahrzehnten wurde der Hafen (vor allem während der 90er) weiter ausgebaut, um mehrere Boote und größere Schiffe aufnehmen zu können.

## Wirtschaft

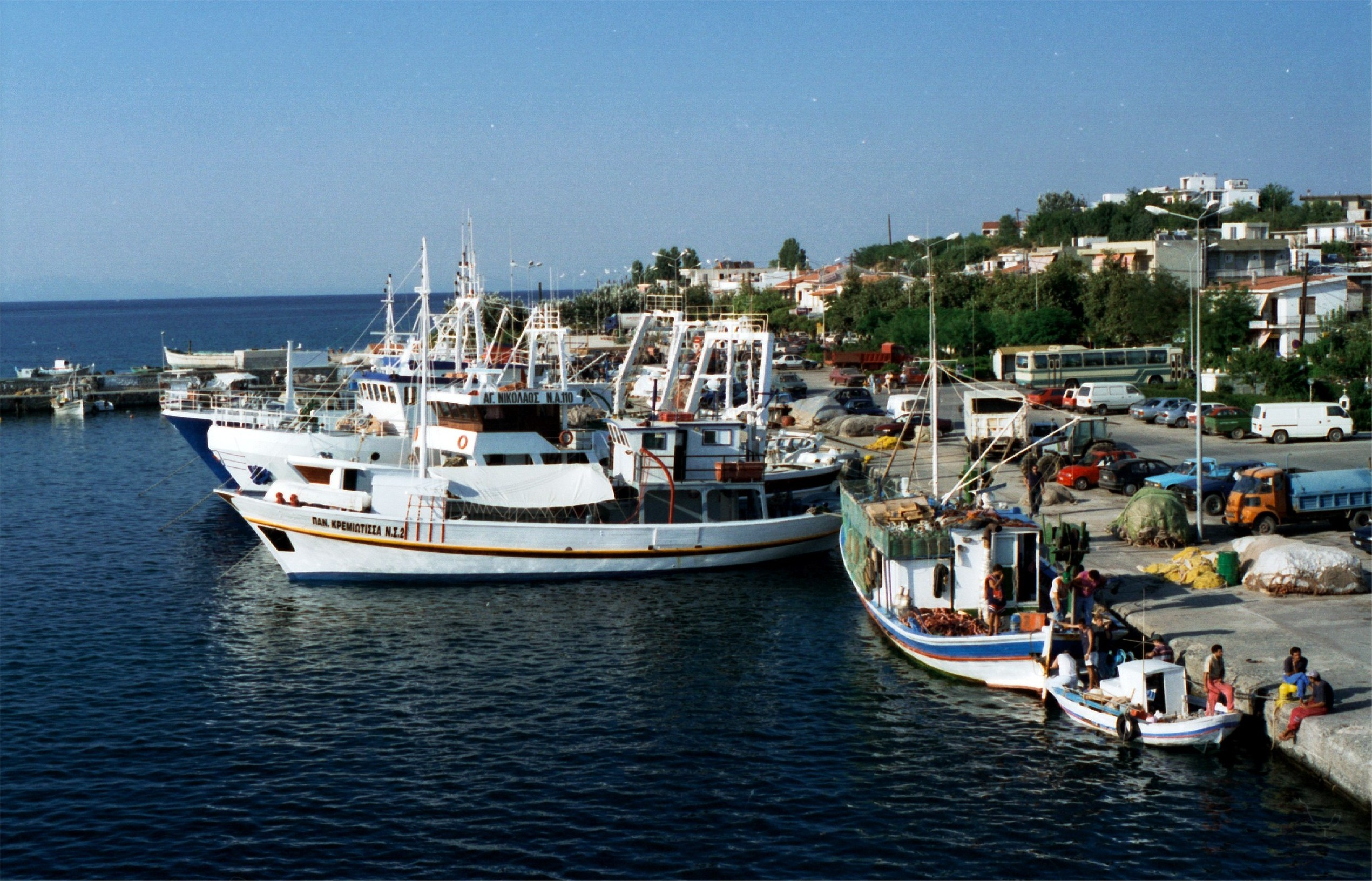
Der Hafen Kamariótissa

Durch den weiteren Ausbau des Hafens, begünstigt durch den Handel und den nur schwer in die Gänge gekommenen Tourismus, gewann Kamariotissa als Hafenstadt immer mehr an Bedeutung. Ein ansteigendes Wirtschaftswachstum kam durch den stetigen Ausbau den gesamten Inselbewohnern, welche vor allem auf den Tourismus während der Sommermonate angewiesen sind, zugute.
In den letzten Jahren sind im Zuge des Wachstums wichtige Behörden, wie Polizei und Post und auch Banken von der 6 km entfernten Hauptstadt Samothraki ("Chora") nach Kamariotissa umgezogen. Vorteile sind kürzere Handelswege, bessere Erreichbarkeit und Bürgerservice, auch für den zunehmenden Fremdenverkehr. Kehrseite der Medaille: die traditionelle, malerische Hauptstadt Samothraki ("Chora") verliert als Verwaltungssitz immer mehr an Bedeutung. Zuletzt wurde ein neues Schulgebäude außerhalb von Kamariotissa Richtung Chora errichtet, da das alte Gebäude aufgrund seiner baulichen Substanz als nicht geeignet eingestuft wurde. Vor einigen Jahren gab es Überlegungen zu einem Bau eines Flughafens südlich von Kamariotissa. Diese Pläne wurden jedoch aufgrund der Unwirtschaftlichkeit und der ungünstigen Lage (starke Winde, zu kurze Piste) wieder verworfen. Es gibt lediglich einen Hubschrauberlandeplatz in der Nähe von Alonia.

## Verkehr
Zwischen Samothraki und Alexandroupoli existieren regelmäßige Fährverbindungen. Busse des regionalen Busunternehmens KTEL Evrou verkehren von Kamariotissa zu weiteren Orten auf der Insel.